# Comunazi

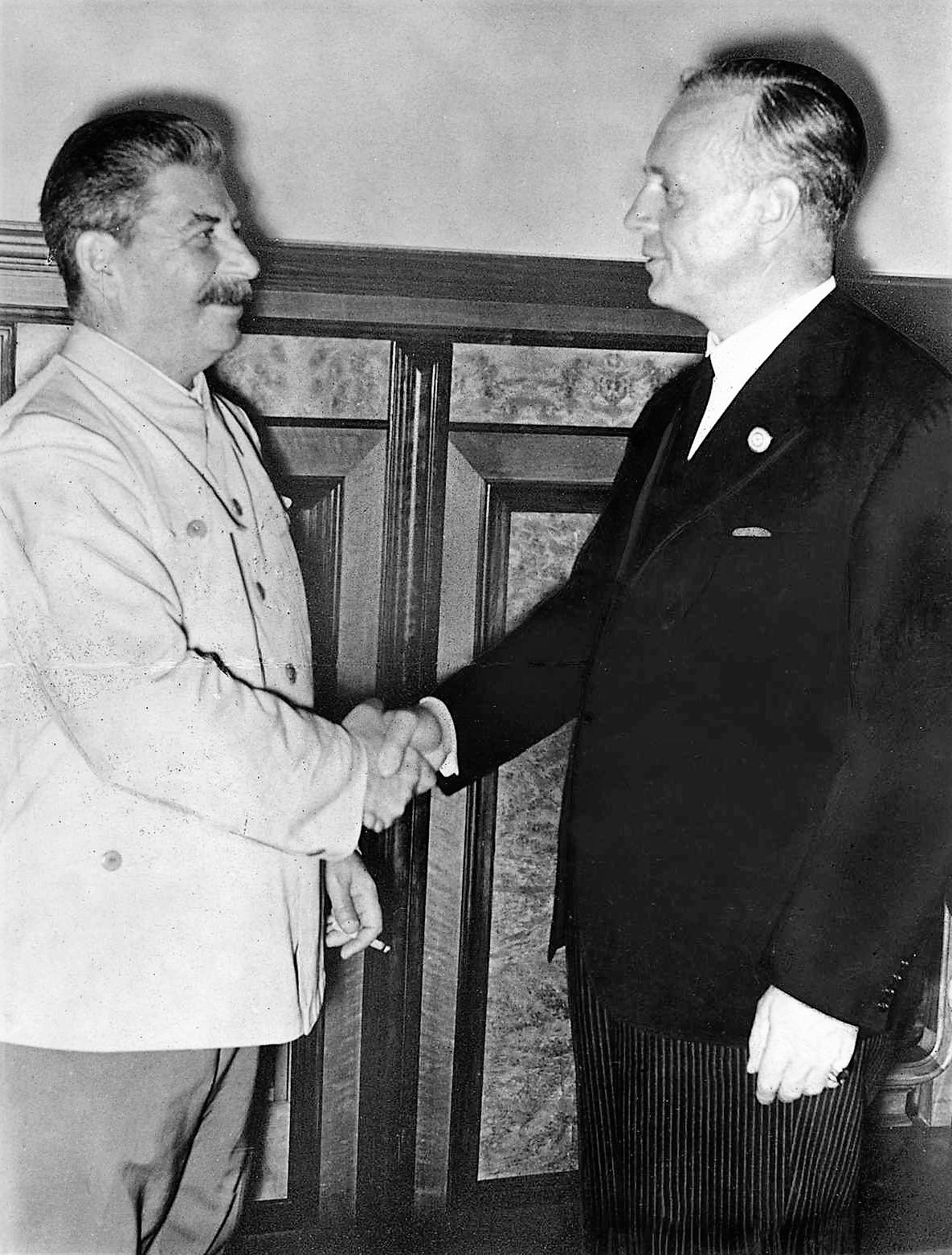
Joseph Stalin apertando a mão de Joachim von Ribbentrop após a assinatura do Pacto Molotov-Ribbentrop (também conhecido como "Pacto Comunazi") em 23 de agosto de 1939

Comunazi, Comunismo-Nazista, ou Comunazismo são variações de neologismos políticos norte-americano juntando as palavras "comunismo" e "nazismo", em seu uso atual é usado para descrever que as duas ideologias seriam, em sua essência, semelhantes, devido a princípios de totalitarismo presente nelas, independentemente que seus ideais sejam moldados em pensamentos radicais de esquerda e direita, se assemelhando ao conceito da teoria da ferradura. 
O termo teria surgido no contexto da Segunda Guerra Mundial, sendo "cunhado por um repórter" e posteriormente se popularizado pela revista Time, sua primeira utilização por parte da revista sendo em 11 de setembro de 1939 para referenciar o Pacto Molotov-Ribbentrop, conhecido por oficializar um pacto de neutralidade entre a Alemanha nazista e a então União das Repúblicas Soviética, assinada em Moscovo no dia 23 de agosto de 1939 pelos ministros dos Negócios Estrangeiros Joachim von Ribbentrop e Vyacheslav Molotov
Mesmo cunhado originalmente sobre o contexto da segunda guerra mundial, o termo ainda continua recebendo menções nos dias atuais, principalmente no cenário político americano.

## História
A Time se referiu diversas vezes esse pacto de neutralidade como o "Pacto Communazi" e normalmente chamavam seus participantes de negociação de "comunazis", até meados de 1941, quando o pacto de não-agressão foi descumprido pela Alemanha.
Entre os editores da Time que usaram o termo estava o espião Whittaker Chambers, em seu ensaio de 1941 "A Revolta dos Intelectuais".
Seja devido a citação original pelo reporter, ou por sua popularização pela Time, o termo começou a ganhar relevância no mainstream e ser amplamente difundido em alguns setores da sociedade.
Aparecendo em trabalhos impressos em outras publicações, primeiramente em publicações de cunho trabalhista (mas não necessariamente ligadas à União Soviética) e logo em seguida em trabalhos de larga circulação, publicações de escritores conservadores e/ou de direita (por exemplo, Joseph P. Kamp da Liga Educacional Constitucional) e chegando em outros países de língua inglesa, como Canadá e Reino Unido, fora menções em alemão:

## Principais menções

### Jornais:
- "Allen Tells Dies Hitler Was 'Sound'" (25 de agosto de 1939)[13]
- "Dois estados, duas reuniões e muito sentimento antigovernamental; no comício de Michigan, raiva inflexível no projeto de lei Brady" (15 de maio de 1995)[14]
- "Lutando contra os nazistas com celulóide" (12 de outubro de 2014)[15]

### Revistas:
- O Trabalhador de Vestuário (1939)[16]
- Mundo Trabalhista Americano (1939)[17]
- Fronteiras da Democracia (1939)[18]
- Diário de encanadores e instaladores de vapor (1939)[19]
- América Dinâmica (1940)[20]
- Revisão de sábado (1940)[21]
- Correspondência Política da Liga dos Trabalhadores para um Partido Revolucionário (1940)[22]
- Revisão Mexicana (1940)[23]
- Duas vezes por ano por Dorothy Norman (1941)[24]
- Trabalho Mensal (1942)[25]

### Livros:
- Repórter Yankee por S. Burton Heath (1940)[26]
- A Quinta Coluna vs. o Comitê Dies por Joseph P. Kamp (1941)[27]
- Causa Comum por Giuseppe Antonio Borgese (1940)[28]
- Eventos e sombras por Robert Gilbert Vansittart Baron Vansittart (1947)[29]
- Devemos perecer? por Hershel D. Meyer (1949)[30]
- Relatório dos Procedimentos da Convenção Anual da Federação Americana do Trabalho (1970)[31]
- Radical Trabalhista por Len De Caux (1970)[32]
- Um Estudo em Liberdade por Horace Mayer Kallen (1973)[33]
- Nações Unidas: Perfídia e Perversão por Hillel Seidman (1982)[34]
- Leão Feuchtwanger por Volker Skierka (1984)[35]
- Caro editor: cartas à revista Time, 1923–1984 (1985)[36]
- O exílio mexicano por Fritz Pohle (1986)[37]
- América e o Holocausto: Barrando os portões para a América por David S. Wyman (1990)[38]
- Literatura para Leser (1992)[39]
- Argonautenschiff: Jahrbuch der Anna-Seghers-Gesellschaft (1992)[40]
- De que lado você estava? por Maurice Isserman (1993)[1]
- Festa de Hollywood por Lloyd Billingsley (1998)[41]
- Uma vida secreta: Jay Lovestone por Ted Morgan (escritor) (1999)[42]
- Communazis por Alexander Stephan (2000)[5]
- Anticomunismo britânico e americano antes da Guerra Fria por FI: Markku Ruotsila (2001)[43]
- A Enciclopédia do FBI por Michael Newton (2003)[44]
- Adolf Kozlik por Gottfried Fritzi (2004)[45]
- Überwacht, Ausgebürgert, Exiliert por Alexander Stephan (2007)[46]
- Adorno na América por David Jenemann (2007)[47][48]
- Comunismo de Engenharia por Steve Usdin (2008)[49]
- Vergonha e Glória dos Intelectuais por Peter Viereck (2007)[50]
- Anti-semitismo e a extrema esquerda americana por Stephen Harlan Norwood (2013)[51]
- Abra uma nova janela por Ethan Mordden (2015)[52]

O termo "Comunazi" também é o tema principal do livro, "Communazis: FBI Surveillance of German Émigré Writers", publicado em 2000 por Alexander Stephan.

## Menções formais
A partir de 1940, o termo "comunazi" começou a ser mencionado em registros oficiais de alguns países, principalmente aqueles que a língua primaria era o inglês, sendo eles do governo dos EUA, na Câmara dos Comuns do Canadá, e até na Câmara dos Lordes no Reino Unido.